# 誘惑は嵐の夜に
『誘惑は嵐の夜に』(ゆうわくはあらしのよるに)は、2016年公開の日本映画。監督は、いまおかしんじ。主演は、高樹澪と石川優実。愛と性をテーマに描いた映画シリーズラブ&エロスのラブストーリーズ2の作品の一つ。R-15指定作品。ジャンルは、ファンタジー・ラブロマンス。内容は、落雷のショックで中身(意識)が入れ替わってしまった母娘と、2人を取り巻く男たちとの騒動を描いている。

## ストーリー
主婦・須田佐和子は、定年退職を迎えた夫・謙三が急によそよそしくなったと感じていた頃、街角で石を売る若者・清水と知り合う。佐和子が清水と会話していると彼が空腹でしゃがみ込んでしまい、昼食をご馳走するとお礼に石をもらいほのぼのした気分で帰宅する。一方佐和子の娘・康子は、弾き語りをする恋人・北村満のためにライブ活動の場を確保するが、消極的な彼の態度に「もう知らない」とケンカしてしまう。後日佐和子は、人づてに康子が会社を辞めていたことや恋人の存在を知り、雨が降る中娘のアパートに訪れて事実かどうか尋ねる。しかし母子が会話の流れで興奮していくのに合わせて外は徐々に嵐となり、揉み合いになったその時アパートに落雷したショックでお互いの中身が入れ替わってしまう。
母子は動揺するがとにかく佐和子は娘のフリ(以下“康子”)を、康子は母のフリ(以下“佐和子”)をして生活することに決め、2人が信頼する共通の知人女性・かおるにだけ入れ替わりの話を打ち明ける。“佐和子”は家族の会話をしてくれない謙三に気持ちをぶつけるが、結局素っ気ない態度で返されてしまう。後日かおるから助言を受けた“康子”は、もう一度青春を謳歌したいという気持ちが芽生え、若い娘として“初対面”した清水と酒を飲みに行った所彼からキスをされる。“佐和子”は母親として満と会い娘のことをどう思っているか確かめるが、運悪く2人でいる所を謙三に見られてしまう。
“佐和子”は公園で謙三と缶ビールを飲みながら会話をし、「定年になった自分を見下されそうで佐和子と話せなかった」という本心を聞き出す。しかし直後に昨日一緒にいた男(満)のことを聞かれた“佐和子”は、「ミュージシャンと付き合ってる」と冗談を言ってしまい、夫と少し揉めてしまう。その夜“佐和子”はスナックに訪れて“康子”に謙三の本心を伝え、妻は最近の夫のよそよそしい態度の原因が分かり一安心する。その後“康子”と“佐和子”は、天気予報を見たかおるから「明日の夜は嵐になるらしい。もう一度同じ状況で落雷すれば元に戻れるかも」と告げられる。
翌日の昼過ぎ、かおるが康子のアパートのベランダで避雷針の準備をする中、“佐和子”は浮気を疑う謙三に玄関先で引き止められてしまう。同じ頃“康子”は「もう会えなくなる」と伝えるために清水と会うと、彼から告白されて雨が降り始めるのも構わず、2人で彼の部屋に訪れて愛を交わす。心配するかおるのもとに、謙三の足止めから逃げてきた“佐和子”と、清水と別れてきた“康子”がアパートに現れ、近くで雷が鳴り始めギリギリで準備が間に合う。“康子”と“佐和子”は、先日の落雷時と同じ体勢になった直後アパートに雷が落ちるが、2人は元に戻らずショックを受ける。

## キャスト
須田佐和子
演 - 高樹澪
パート主婦。喫茶店でウェイトレスとして働いている。朗らかで家族思いで世話好きな性格。謙三と康子に対して家族でありながら大事なことをあまり話したがらないため不満に思っている。冒頭で清水と知り合い彼が売っている石に興味を持ち、時々訪れるようになる。
須田康子
演 - 石川優実
須田家の一人娘。スナックでバイトをしながら、アパートで一人暮らしをしている。自分の意見はしっかり言うタイプで決断力と行動力があるが、行き当たりばったりな行動を取ることが多い。秘密主義な所があるのと大人であることを自認しており、子供扱いして心配してくる佐和子に対して少々ウザがっている。
須田謙三
演 - 春田純一
銀行マンだったが冒頭で定年退職を迎える。退職の何日か前から佐和子に対して急に無口になり、退職後は毎日スーツを着て公園などで暇を潰して過ごすようになる。堅物な性格でプライドが高い仕事人間。また、佐和子と康子を家族として愛してはいるものの、不器用な性格のせいで気持ちを上手く伝えられないでいる。
清水
演 - 松永拓野
路上販売で石ころを売る若者。道端や公園などで見つけた普通の石を売っているが大して売れないため、いつも金欠状態。カメラが趣味でインスタントカメラを携帯しており時々人物などを撮っている。ある時トイレに行くために、たまたま出会った佐和子に店番を頼んだことで親しくなる。
北村満
演 - 永岡佑
康子の恋人。ギターで弾き語りをするミュージシャン。康子とは対照的にウジウジした性格で引っ込み思案で行動力がなく交渉事も苦手。康子によると「最近少しウツ入っている」とのことで日常的に薬を飲む生活をしている。康子を愛しているが、最近気分が落ち込んでいるせいで彼女とギクシャクしている。
かおる
演 - 丸純子
スナック『ラベンダー』のママで康子を雇っている。佐和子の大学時代からの友人。職業柄二日酔いになることも多く空き時間は、けだるそうに会話するが結構面倒見の良い性格でお人好しな面がある。佐和子と康子の体が入れ替わったことを唯一知らされた人で、2人に色々と助言する。ちなみに学生時代は恋愛経験豊富だった。
いしだて
演 - ぶっちゃあ
かおるの店の常連客。かおるの店に来ると接客をする康子に「ケツ触らせて」というのが口癖。普段は建築関係の仕事をしている。ある日公園に行った所、偶然謙三と知り合い雑談を交わす。

## スタッフ
- 監督 - いまおかしんじ
- 脚本 - いまおかしんじ
- 企画 - 利倉亮
- プロデューサー - 江尻健司、亀田裕子
- 撮影 - 田宮健彦
- 音楽 - ビト[1](EDテロップでは、BITOと表記されている。)
- 編集 - 桐畑寛
- 制作担当 - 山地曻
- 助監督 - 佐藤吏
- スチール - 千葉朋昭

## テーマ曲
- 「海見てる」 - 作詞、作曲、歌:BITO

エンディングでBITOの歌唱した歌が流れる以外に、劇中で北村満がギター一本でこの歌を弾き語りするシーンがある。